# Aurelio Boza Masvidal
Aurelio Boza Masvidal (Camagüey, 28 novembre 1900 – L'Avana, 28 maggio 1959) è stato uno scrittore e critico letterario cubano.

## Biografia
Laureato in Lettere e Filosofia all'Università dell'Avana nel 1922, si dedicò allo studio e all'insegnamento della cultura e della letteratura italiana, soggiornando a lungo in Italia. È stato professore di letteratura italiana nella stessa università.
Fu presidente della Società Italo-Cubana di Cultura e membro di prestigiose organizzazioni internazionali relazionate con la diffusione della cultura italiana, come la Società Internazionale di Studi Francescani o la Unione Intellettuale Franco-Italiana della Sorbona. 
Il governo italiano gli conferì nel 1952, come riconoscimento per la sua attività di italianista, l'Ordine al Merito della Repubblica con il grado di Commendatore.
Era il fratello del vescovo cattolico Eduardo Boza Masvidal.

## Opere
- Alborada de la libertad, conferencia pronunciada el 12 de Febrero de 1920 en la Sala de Conferencias de la Universidad Nacional en la serie efectuada por los alumnos de Historia Contemporánea, "El Siglo XX" de la Sociedad Editorial Cuba Contemporánea, 1920.
- El Dante: su influencia en la literatura Castellana. Ensayo crítico-literario, El Siglo XX, 1920.
- Tirso de Molina considerado como poeta trágico, El Siglo XX, 1922.
- El problema de la originalidad en la literatura Cubana, conferencia leída el día 22 de julio de 1923 en el Ateneo de la Habana, "La propagandista", 1924.
- Cantos de Giacomo Leopardi traducidos en verso castellano por Antonio Gómez Restrepo, in Revista de la Facultad de Letras y Ciencias Universidad de la Habana, XL, 1930, pp. 412-416.
- Leonardo da Vinci, conferencia leída en la Asociación de estudiantes de letras y ciencias de la Universidad de la Habana en la tarde del 4 de julio de 1934, La Habana, Cultural, 1934.
- El sentido doloroso de la poesía de Leopardi, La Habana, Cultural, 1935.
- Lo trascendente de Carducci, La Habana, Cultural, 1935.
- Estudios de literatura italiana, La Habana, Editorial Selecta, 1945.
- Historia de la literatura Italiana, La Habana, Universidad de la Habana, 1946.
- Palabra y espíritu de Italia, La Habana, Editorial Selecta, 1956.